# باتريشيا ماكسويل
باتريشيا ماكسويل (بالإنجليزية: Patricia Maxwell)‏ (9 مارس 1942 في الولايات المتحدة)؛ كاتِبة وروائية أمريكية.